# Stiff Records
Stiff Records est un label indépendant britannique de rock, formé à Londres en 1976 par Dave Robinson et Jake Riviera. La major Island Records rachète le label en 1984 et le réactive en 2007.

## Histoire
Selon la légende, c'est grâce aux 400 livres prêtées par Lee Brilleaux, le chanteur de DrFeelgood, que Dave Robinson et Jake Riviera créent leur label en août 1976,. Dans le milieu musical d'alors, l'expression stiff est synonyme d'échec commercial, mais le mot évoque également, en argot londonien, une érection.
Surfant la nouvelle vague punk qui déferle sur le Royaume-Uni au moment de son lancement, Stiff Records signe de nombreux artistes de punk rock et de pub rock (The Damned, Nick Lowe, The Adverts...) mais aussi d'autres artistes qui seront associés au mouvement new wave, comme Elvis Costello, The Pogues ou Ian Dury. La signature de Madness en pleine explosion ska leur apporte notoriété et rentrée financière importantes. Pourtant, en 1987, les Pogues sont le dernier groupe majeur à quitter le navire en perdition et le label fait faillite.
Ce « rebelle parmi les labels discographiques britanniques » est considéré comme l'un des « responsables de l'avènement des révolutions punk et new wave de la fin des années 1970 ».

## Groupes et artistes notables
- Madness
- Lene Lovich
- Elvis Costello and the Attractions
- Ian Dury & the Blockheads
- The Damned
- Nick Lowe
- Wreckless Eric
- Mickey Jupp
- The Pogues
- Kirsty MacColl
- Tracey Ullman